# Twickenham Ferry (Schiff)
Twickenham Ferry war eine Eisenbahnfähre, die 1934 für die Londoner Gesellschaft Southern Railway gebaut wurde. Sie diente während des Zweiten Weltkriegs als Minensucher und kehrte nach dem Krieg bis 1974 in den Eisenbahnfährdienst zurück.

## Geschichte
Die Twickenham Ferry wurde von Swan, Hunter und Wigham Richardson Ltd als Werftnummer 1446 für die Southern Railway & Angleterre-Lorraine-Alsace gebaut und am 15. März 1934 abgeliefert. Sie wurde für die Dover-Dünkirchen-Route gebaut, anfangs jedoch ab Southampton eingesetzt. 1936 wurde sie nach Frankreich umgeflaggt und ihr Heimathafen wurde Dünkirchen. Ab Oktober 1936 bis zum 25. August 1939 wurde sie dann wie ursprünglich geplant zwischen Dover und Dünkirchen eingesetzt und trajektierte mit dem Night Ferry den einzigen durchgehenden Zuglauf zwischen London und Paris.
1939 wurde sie zu einem Minensucher umgebaut, in HMS Twickenham umbenannt und ab Juli 1940 für die Marine in Dienst gestellt. Sie konnte auch einen Lazarettzug von 14 Wagen und vier Wagen mit dem dazugehörigen Personal transportieren. Ende Oktober 1945 wurde sie wieder unter ihrem ursprünglichen Namen eingesetzt und 1947 von Kohle auf Ölfeuerung umgestellt. Bei der Gründung der British Railways im Jahr 1948 wurde Twickenham Ferry bei der British Transport Commission registriert und erhielt später die IMO-Nummer 5371478.
Im Mai 1974 wurde sie aus dem Dienst genommen und in Spanien verschrottet.

## Beschreibung
Twickenham Ferry wurde als eines von drei baugleichen Eisenbahnfährschiffen gebaut, ihr Heimathafen war London. Ihre Schwesterschiffe hießen Hampton Ferry und Shepperton Ferry. Sie war 105,7 m lang, hatte einen Tiefgang von 4,1 m, war 18,5 m breit, war mit 2.839 BRT, 1.044 NRT vermessen und hatte eine Tragfähigkeit von 1.200 dwt. Sie wurde von vier Parsons-Dampfturbinen mit einer Gesamtleistung von 3.300 kW angetrieben. Der dafür notwendige Dampf wurde von Yarrow-Kesseln geliefert, und sie hatte eine Service-Geschwindigkeit von 16 Knoten.
Das Schiff konnte 12 Schlafwagen oder 40 Güterwagen mit Platz für 25 Autos transportieren und es waren Passagiereinrichtungen für 500 Passagiere vorhanden.